# Stenochilidae
Stenochilidae é uma família de aranhas araneomorfas, parte da superfamília Palpimanoidea. Todas as espécies produzem seda não cribelada.

## Sistemática
A família Stenochilidae agrupa 13 espécies descritas, distribuídas pelo sueste da Ásia, agrupadas em 2 géneros:
- Colopea Simon, 1893
- Stenochilus O. P.-Cambridge, 1870